# Brotherhood
Brotherhood este al patrulea album de studio al trupei engleze de muzică rock New Order, lansat în 1986 prin Factory Records. Albumul îmbină muzica post-punk cu muzica electronică iar formația nu va mai utiliza chitara ca instrument principal până la albumul Get Ready din 2001. 
Brotherhood include single-ul cu care grupul a dat lovitura și în Statele Unite, "Bizarre Love Triangle". Este singura piesă de pe album lansată ca single având de asemenea și videoclip. Piesa a apărut pe coloana sonoră a mai multor filme ale anilor' 80 printre care și Married to the Mob. 
Coperta albumului a fost creată de Peter Saville și reprezintă poza unei plăcuțe dintr-un aliaj de titan și zinc. 
Într-un interviu din 1987 pentru revista Option, Stephen Morris a declarat că "sfârșitul nebun" al piesei "Every Little Counts" este similar sfârșitului cântecului "A Day in the Life" al celor de la The Beatles. 

## Tracklist
1. "Paradise" (3:50)
2. "Weirdo" (3:52)
3. "As It Is When It Was" (3:46)
4. "Broken Promise" (3:47)
5. "Way of Life" (4:06)
6. "Bizarre Love Triangle" (4:22)
7. "All Day Long" (5:12)
8. "Angel Dust" (3:44)
9. "Every Little Counts" (4:28)

- Toate piesele au fost scrise de New Order.

## Single
- "Bizarre Love Triangle" (1986)

## Componență
- Bernard Sumner - voce, chitară electrică, sintetizatoare, programare
- Peter Hook - chitară bas, percuție electronică, voce de fundal
- Stephen Morris - tobe, sintetizatoare, programare
- Gillian Gilbert - sintetizatoare, programare, chitare, voce de fundal